# Zwei Mädchen wollten Wasser holen
Zwei Mädchen wollten Wasser holen ist ein volkstümlicher deutscher Kinderreim, der vor allem als Fingerspiel bekannt wurde.
In dem Reim pumpen zwei Mädchen an einem Brunnen so lange Wasser, bis aus einem Haus ein Pastor aus dem Fenster rausguckt und sie beschimpft. Während der Reim vorgetragen wird, werden mit den Händen „Körbchen“ geflochten, indem die Finger ineinander gehakt werden und ein „Haus“ bilden. Das Herausschauen aus dem Fenster wird dadurch angedeutet, dass man die Hände faltet und einen Daumen oben herauslugen lässt. Es sind mehrere Fassungen im Umlauf, die unterschiedlich viele Zeilen umfassen können. Die Übereinstimmung mit dem Pastor trifft nicht immer zu, er wird durch Herr oder andere männliche Personen ersetzt. In der zweiten Zeile tauchen in einigen Versionen Buben statt der Mädchen auf. Statt „Knaben“ hieß es wohl früher „Männchen“ alliterierend mit „Mädchen“ in der ersten Zeile, wie aus dem Siegerland bekannt.

## Fassungen
Eine je vierzeilige Fassung ist beispielsweise aus Gießen und dem Siegerland überliefert. Der Volksliedforscher Franz Magnus Böhme veröffentlichte um 1897 die Gießener Fassung unter dem Titel Körbchenflechten der kleinen Mädchen. Er beschrieb es als ein Fingerspiel der Mädchen, die durch eigenartiges Zusammenflechten der Finger beider Hände eine Art Körbchen bilden und „In dieser Spielerei, die ich in Nord- und Südland sah, sind die Kleinen sehr geschickt“.

„Zwei Mädchen wollten Wasser holen,
Zwei Mädchen wollten pumpen,
Da guckt der Herr Pastor zum Fenster heraus
Und sagt: ‚Guten Tag, ihr Lumpen!‘“

In der Uckermark konnte der Volkskundler Robert Petsch 1898 eine ausführlichere Version des Kinderreims mit zusätzlichen drei Zeilen sammeln, deren Schlusszeile ursprünglich gelautet haben mag: „Adje. Adje, ihr Lumpen!“ und dann der Assonanz zum Opfer gefallen ist:

„Zwei Mädchen wollten Wasser holen. 
Zwei Knaben wollten pumpen; 
Da guckt der Herr zum Fenster raus 
Und sagt: Ihr alten Lumpen! 
Ihr habt die ganze Nacht gepumpt 
Und habt die Pumpe leer gepumpt.
Adje, ihr Lumpen-Pumpen.“